# 발파라이소
발파라이소(Valparaíso)는 칠레의 수도 산티아고에 가까운 항구 도시이다. Val는 영어 Valley, paraíso는 영어 paradise과 거의 동의로, 한국어로는 "천국의 골짜기"라는 뜻이다. 인구 27만명(2006년 기준)의 태평양에 면한 항만 도시이며, 미로처럼 뒤얽힌 역사가 있는 아름다운 거리가 2003년에 UNESCO 세계 문화 유산에 "발파라이소 항구도시의 역사지구"로 지정되었다.
주변에 휴양 관광 리조트 도시인 비냐 델 마르(Viña del Mar)가 있다.

## 역사

### 유래
이 지역은 이후에 발파가 필요에 따라 이곳 저곳으로 이동 원숭이, 목가적 인 어촌 마을로 스페인 정복자의 도착하기 전에 거주했다 개발되었다. 그들은 낚시 사자 피부 뗏목을 했고 또한 야생 과일에 공급된다. 나중에 도시 개발 지역이 원숭이에 의해 분위라고하면서이 부문은, 콘콘과 몰로 데 아브리고 (Abrigo) 가 피쿤체스(picunches)으로 Alimapu ( '불에 초토화')로 알려진 푼타 두프라트, 사이에 연장.

### 식민지
유럽인 발파라이소의 발견은 찾아 테라 오스트로의 여행 (그와 프란시스코 피사로 사이의 "차이"후) 쿠스코에서 배치 스페인의 디에고 데 알마그로에 의해 칠레 원정대의 맥락에서 발생 귀금속. 이를 위해, 떨어져 그를 중심으로 한 토지 탐험에서 9 월 1536 초기에 베이 분위했다 산티아구이로 (Santiaguillo) 배를 타고 후안 데 사베 드라,,가 이끄는 해양 탐사 지원, 거기에 있던 발파라이소는 유럽에 있는 그의 고향의 메모리에, 사베 드라에 의해 지명되었다.

## 기후
| 발파라이소의 기후                                                                       | 발파라이소의 기후 | 발파라이소의 기후 | 발파라이소의 기후 | 발파라이소의 기후 | 발파라이소의 기후 | 발파라이소의 기후 | 발파라이소의 기후 | 발파라이소의 기후 | 발파라이소의 기후 | 발파라이소의 기후 | 발파라이소의 기후 | 발파라이소의 기후 | 발파라이소의 기후 |
| 월                                                                                      | 1월               | 2월               | 3월               | 4월               | 5월               | 6월               | 7월               | 8월               | 9월               | 10월              | 11월              | 12월              | 연간              |
| --------------------------------------------------------------------------------------- | ----------------- | ----------------- | ----------------- | ----------------- | ----------------- | ----------------- | ----------------- | ----------------- | ----------------- | ----------------- | ----------------- | ----------------- | ----------------- |
| 역대 최고 기온 °C (°F)                                                                  | 29.8 (85.6)       | 31.2 (88.2)       | 28.2 (82.8)       | 25.6 (78.1)       | 27.4 (81.3)       | 24.0 (75.2)       | 28.4 (83.1)       | 26.4 (79.5)       | 28.6 (83.5)       | 30.5 (86.9)       | 30.2 (86.4)       | 28.6 (83.5)       | 31.2 (88.2)       |
| 일평균 최고 기온 °C (°F)                                                                | 21.9 (71.4)       | 22.2 (72.0)       | 21.9 (71.4)       | 19.8 (67.6)       | 18.5 (65.3)       | 17.1 (62.8)       | 16.3 (61.3)       | 17.3 (63.1)       | 17.3 (63.1)       | 19.0 (66.2)       | 20.0 (68.0)       | 21.5 (70.7)       | 19.4 (66.9)       |
| 일일 평균 기온 °C (°F)                                                                  | 17.9 (64.2)       | 17.9 (64.2)       | 16.8 (62.2)       | 15.2 (59.4)       | 13.9 (57.0)       | 12.6 (54.7)       | 12.1 (53.8)       | 12.5 (54.5)       | 13.2 (55.8)       | 14.1 (57.4)       | 15.4 (59.7)       | 16.6 (61.9)       | 14.9 (58.8)       |
| 일평균 최저 기온 °C (°F)                                                                | 13.6 (56.5)       | 13.9 (57.0)       | 12.6 (54.7)       | 10.7 (51.3)       | 9.9 (49.8)        | 8.6 (47.5)        | 8.1 (46.6)        | 8.4 (47.1)        | 9.7 (49.5)        | 9.5 (49.1)        | 11.0 (51.8)       | 12.3 (54.1)       | 10.7 (51.3)       |
| 역대 최저 기온 °C (°F)                                                                  | 9.8 (49.6)        | 5.6 (42.1)        | 6.8 (44.2)        | 2.7 (36.9)        | 3.6 (38.5)        | 2.0 (35.6)        | 3.4 (38.1)        | 3.2 (37.8)        | 1.9 (35.4)        | 4.6 (40.3)        | 1.6 (34.9)        | 7.8 (46.0)        | 1.6 (34.9)        |
| 평균 강수량 mm (인치)                                                                   | 0.2 (0.01)        | 1.2 (0.05)        | 2.8 (0.11)        | 14.9 (0.59)       | 66.2 (2.61)       | 106.1 (4.18)      | 66.7 (2.63)       | 61.2 (2.41)       | 24.9 (0.98)       | 12.7 (0.50)       | 3.8 (0.15)        | 2.5 (0.10)        | 363.2 (14.30)     |
| 평균 강수일수 (≥ 1.0 mm)                                                                | 0.0               | 0.2               | 0.4               | 1.5               | 3.7               | 5.8               | 4.4               | 3.8               | 2.2               | 1.3               | 0.5               | 0.3               | 24.0              |
| 평균 상대 습도 (%)                                                                      | 72                | 74                | 76                | 78                | 80                | 80                | 80                | 79                | 78                | 75                | 71                | 70                | 76                |
| 평균 월간 일조시간                                                                      | 279.0             | 245.7             | 217.0             | 174.0             | 114.7             | 81.0              | 93.0              | 117.8             | 147.0             | 170.5             | 216.0             | 263.5             | 2,119.2           |
| 출처 1: 칠레 기상청 (평년값: 1991년~2020년, 극값: 1970년~현재, 상대습도: 1931년~1960년) |                   |                   |                   |                   |                   |                   |                   |                   |                   |                   |                   |                   |                   |
| 출처 2: Climate & Temperature (일조시간), 미국 해양대기청 (강수일수)                    |                   |                   |                   |                   |                   |                   |                   |                   |                   |                   |                   |                   |                   |

## 갤러리

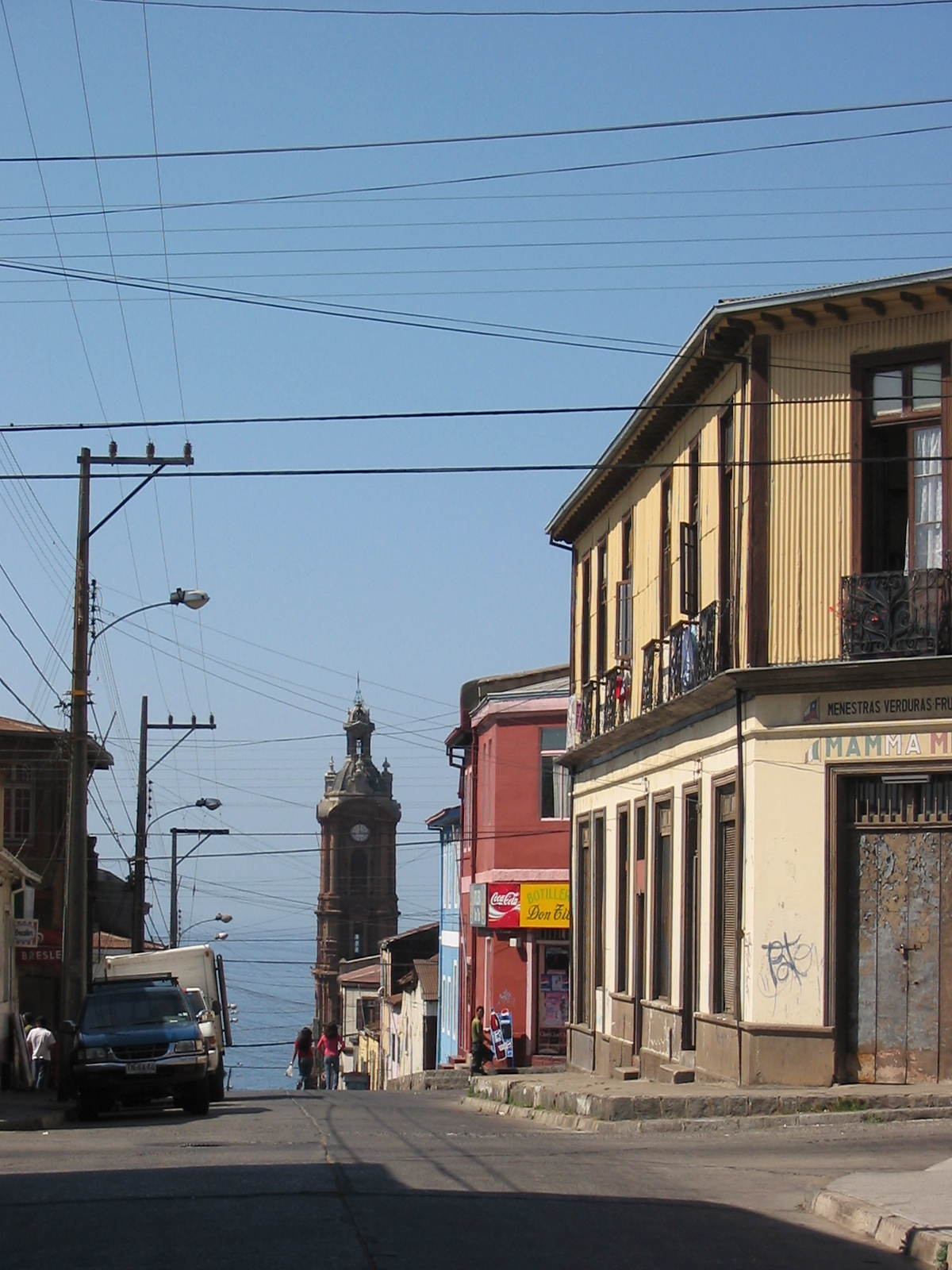
세로 언덕, 발파라이소
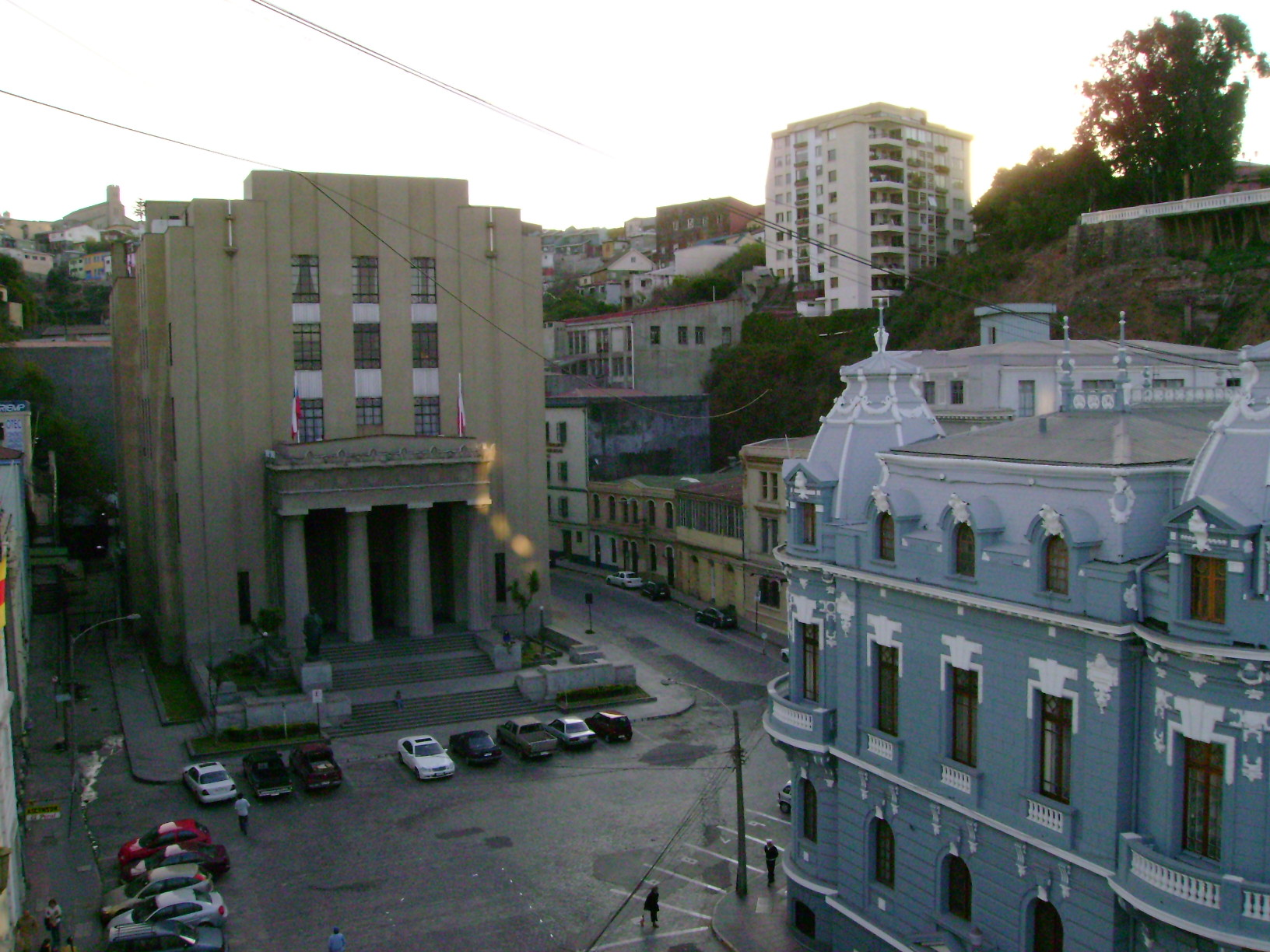
발파라이소 법원
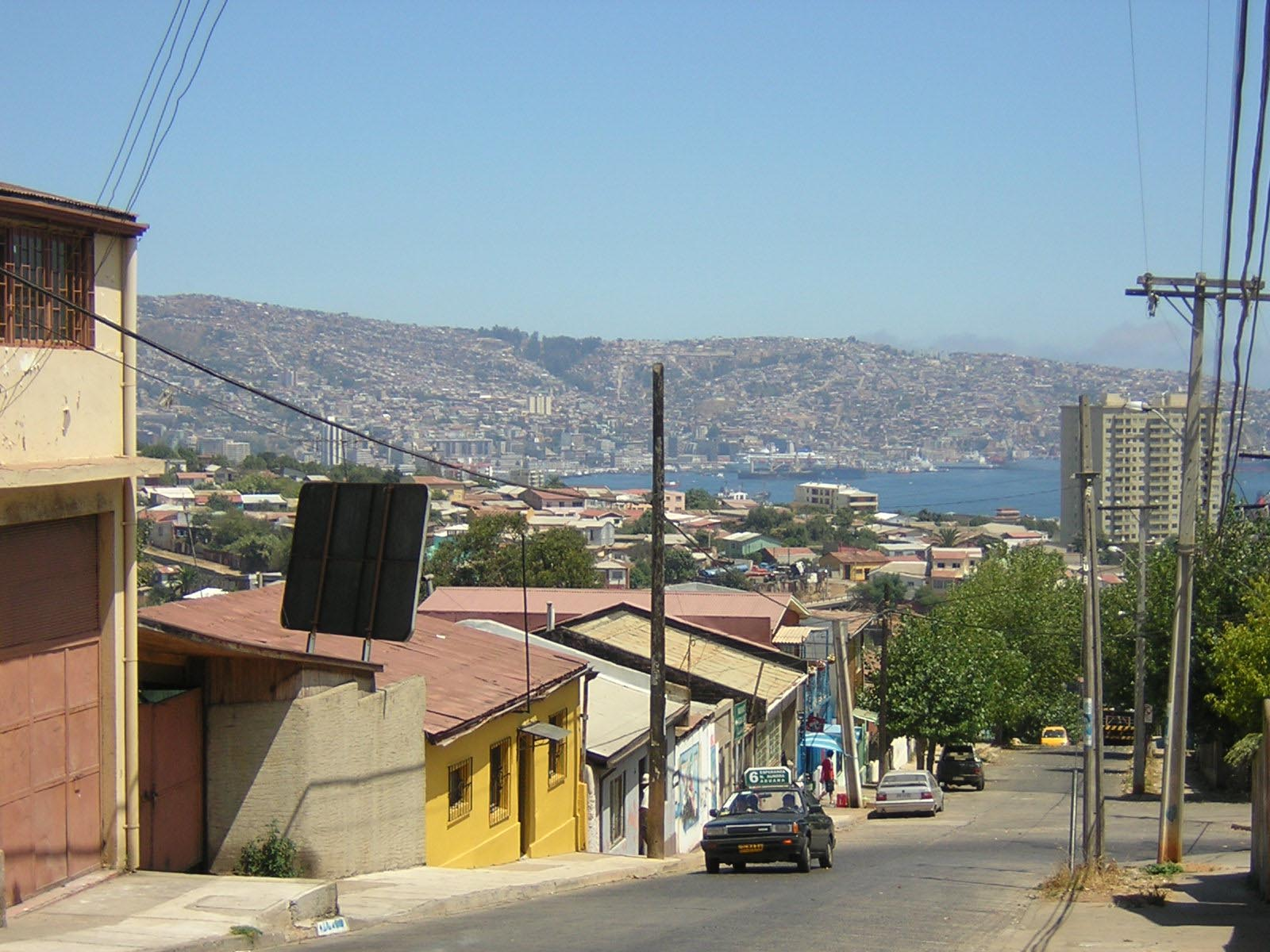
세로 에스페란자
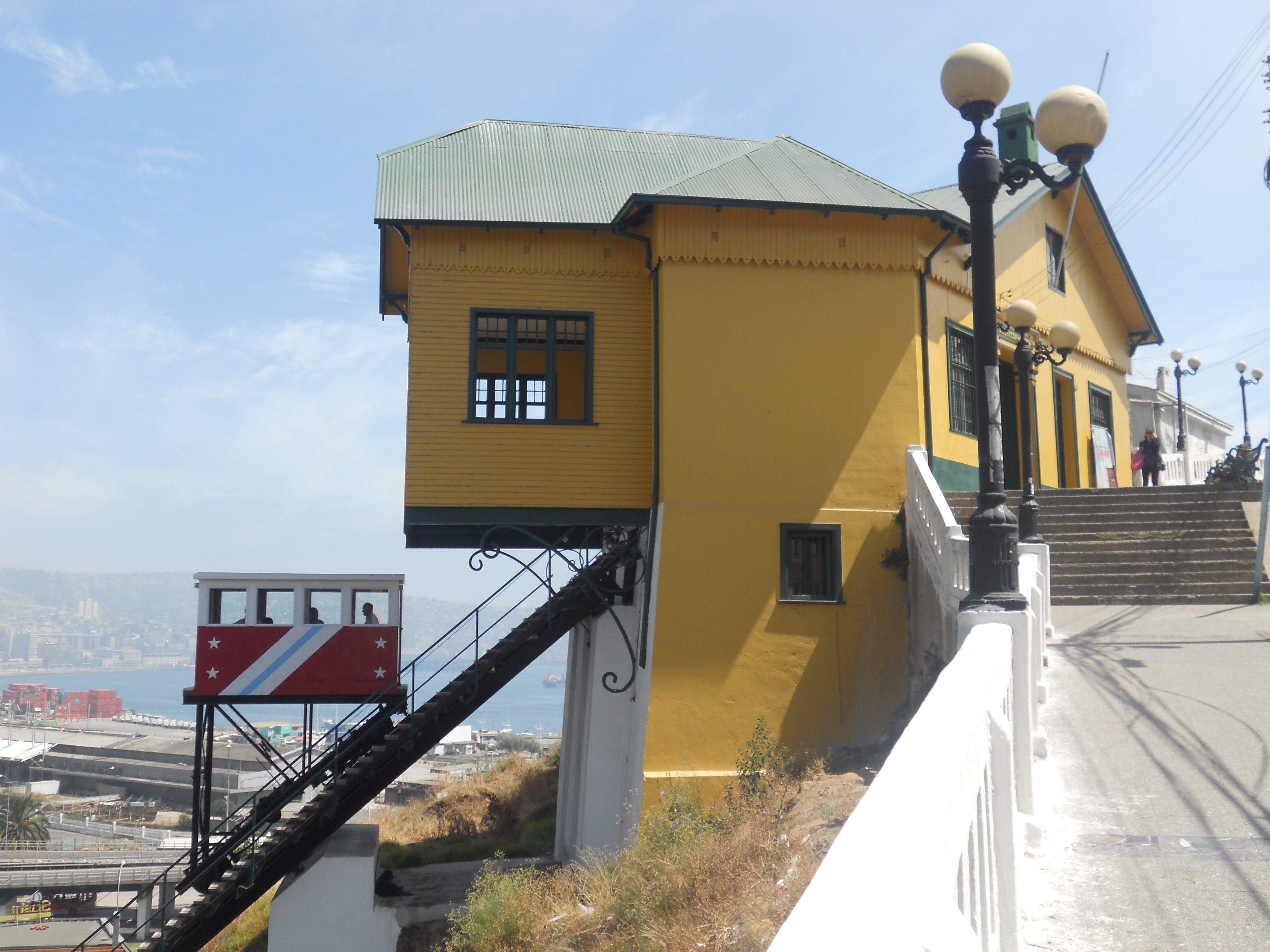
남작 리프트
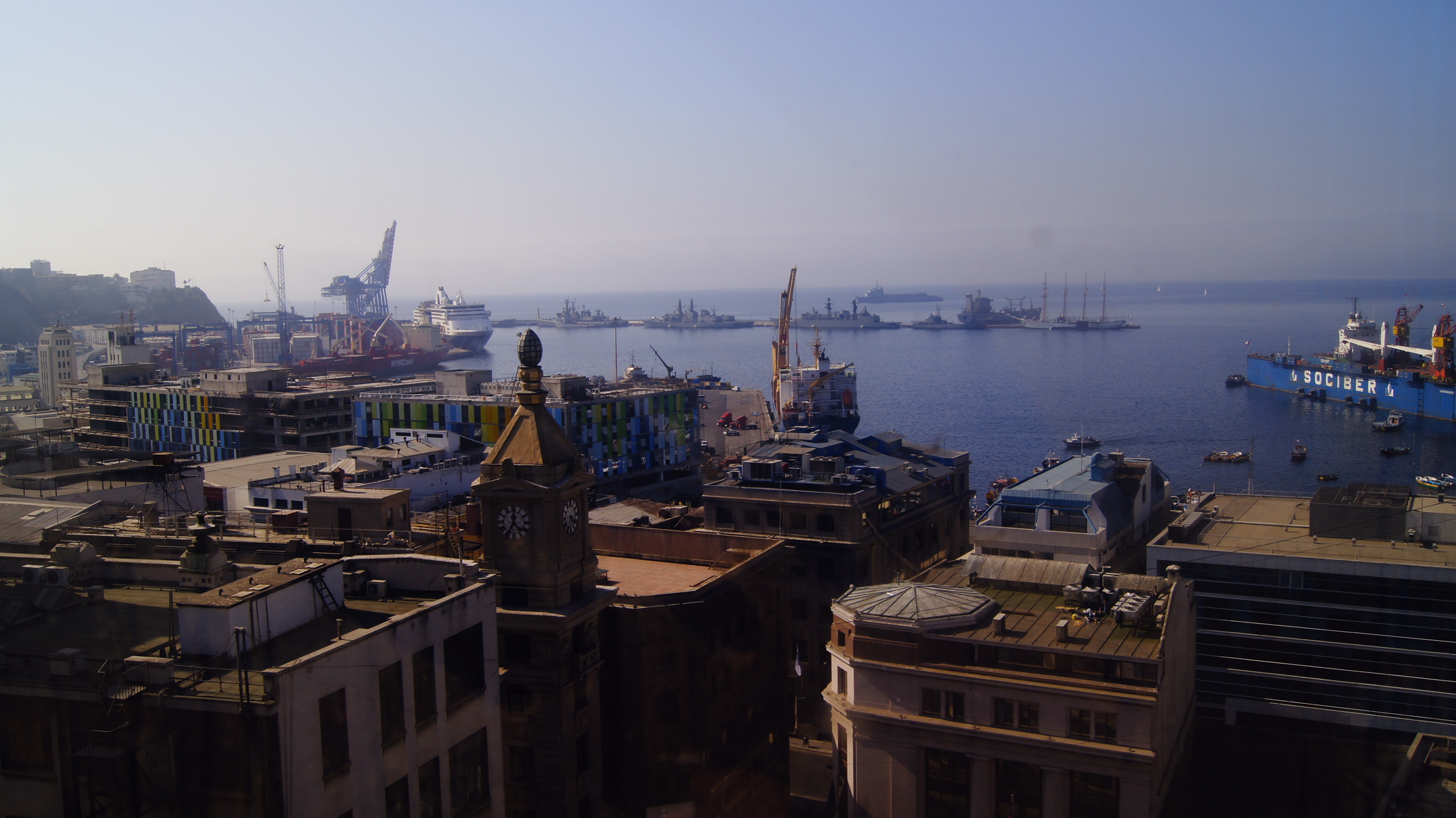